# Sturag
Sturag ist eine relativ flache, unbewohnte Insel mit einer Fläche von 0,022 km² in der Adria südwestlich von Rovinj. Die Küstenlänge beträgt 615 Meter.

## Geschichte
Um 1890 erwarb der österreichische Industrielle Johann Georg von Hütterott die Insel, um sie in seinen geplanten klimatischen Kurort Cap Aureo (Goldenes Kap) einzubinden. Ein dauerhaftes Überbleibsel jener Zeit ist der Waldpark Zlatni rt südwestlich der Stadt Rovinj.

## Beschreibung
Die bewaldete Insel ist von einem Felsriff umgeben, das bei Schnorchlern beliebt ist. Große Felsbrocken bilden ein flach abfallendes Felslabyrinth, das Unterschlupf für verschiedene Meerestiere bietet.

## Umgebung

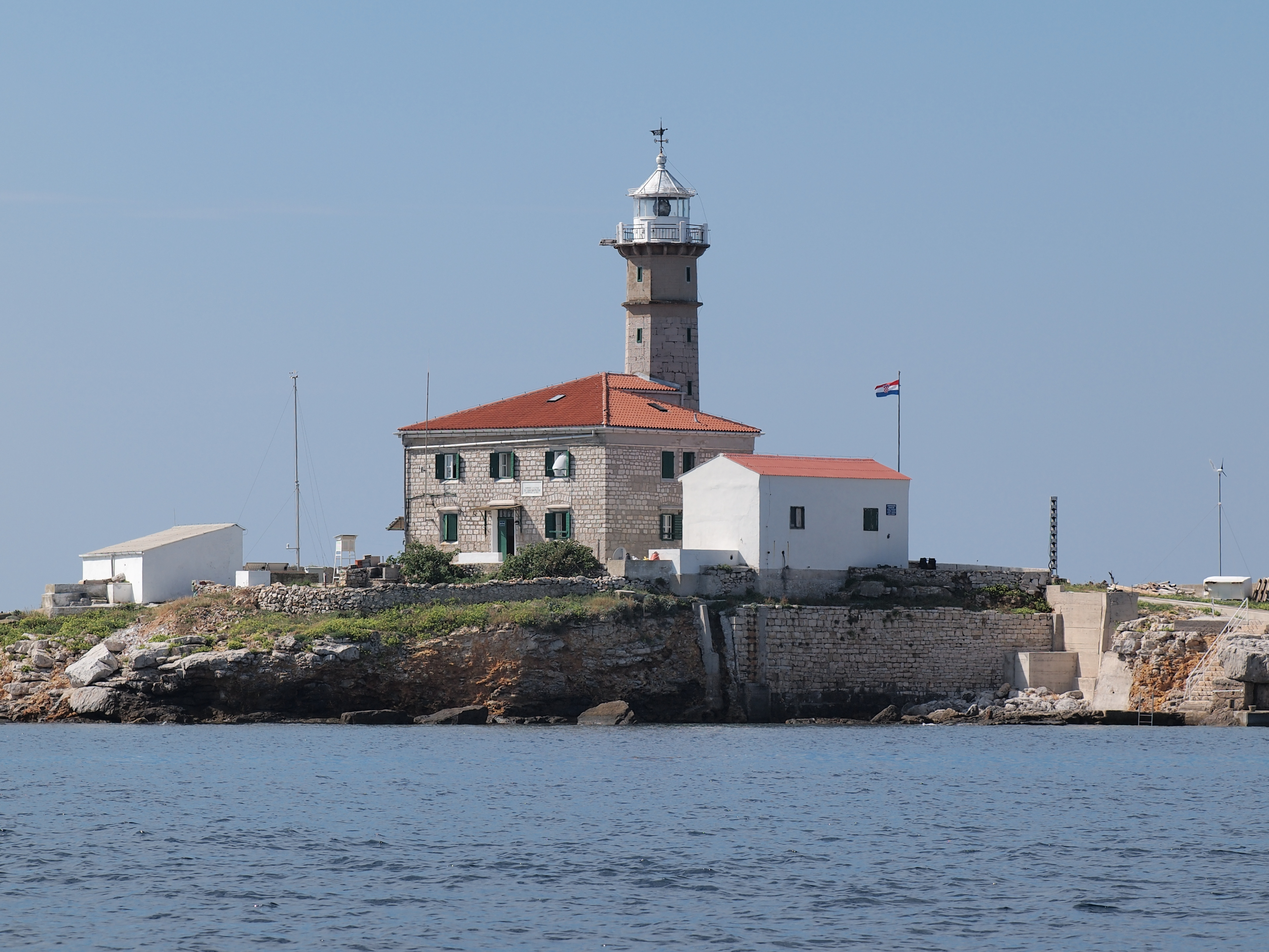
Leuchtturm Sveti Ivan na pučini

Südwestlich von Sturag befinden sich die Insel Sveti Ivan und die Klippe Sveti Ivan na pučini mit dem gleichnamigen Leuchtturm.
Nördlich von Sveti Ivan liegen die Inseln Maškin und Sveti Andrija.